# Berufszugangsverordnung für den Straßenpersonenverkehr
Die Berufszugangsverordnung für den Straßenpersonenverkehr (PBZugV) enthält Regelungen für Unternehmen, die gewerbliche Personenbeförderung nach dem Personenbeförderungsgesetz (PBefG) anbieten wollen und legt die Qualifikation für Verkehrsleiter fest. Des Weiteren definiert sie die Merkmale der persönlichen Zuverlässigkeit und der finanziellen Leistungsfähigkeit als Voraussetzung für eine unternehmerische Tätigkeit.

## Inhalt
Die Verordnung enthält 11 Paragrafen und 6 Anlagen:
- § 1 Persönliche Zuverlässigkeit
- § 2 Finanzielle Leistungsfähigkeit
- § 3 Fachliche Eignung
- § 4 Fachkundeprüfung
- § 5 Prüfungsausschuss
- § 6 Gleichwertige Abschlussprüfungen
- § 7 Anerkennung leitender Tätigkeit
- § 8 Befreiung vom Nachweis der fachlichen Eignung
- § 9 Überwachung
- § 10 Anerkennung von ausländischen Berufsqualifikationen
- § 11 Inkrafttreten, Außerkrafttreten

## Unterlagen für eine Genehmigung nach PBefG
Die Verordnung gibt einen Überblick, welche Unterlagen für eine Genehmigung nach PBefG notwendig sind. Das sind unter anderem:
- Führungszeugnis (§ 1)
- Auszug aus dem Gewerbezentralregister (§ 1)
- Unbedenklichkeitsbescheinigung des Finanzamtes bzw. Auskunft in Steuersachen bzw. Bescheinigung in Steuersachen (§ 2)
- testierte Eigenkapitalbescheinigung (§ 2)
- Bescheinigung über die fachliche Eignung, z. B. von der IHK oder Erfahrung (§ 3 und § 8)

## Eigenkapitalbescheinigung

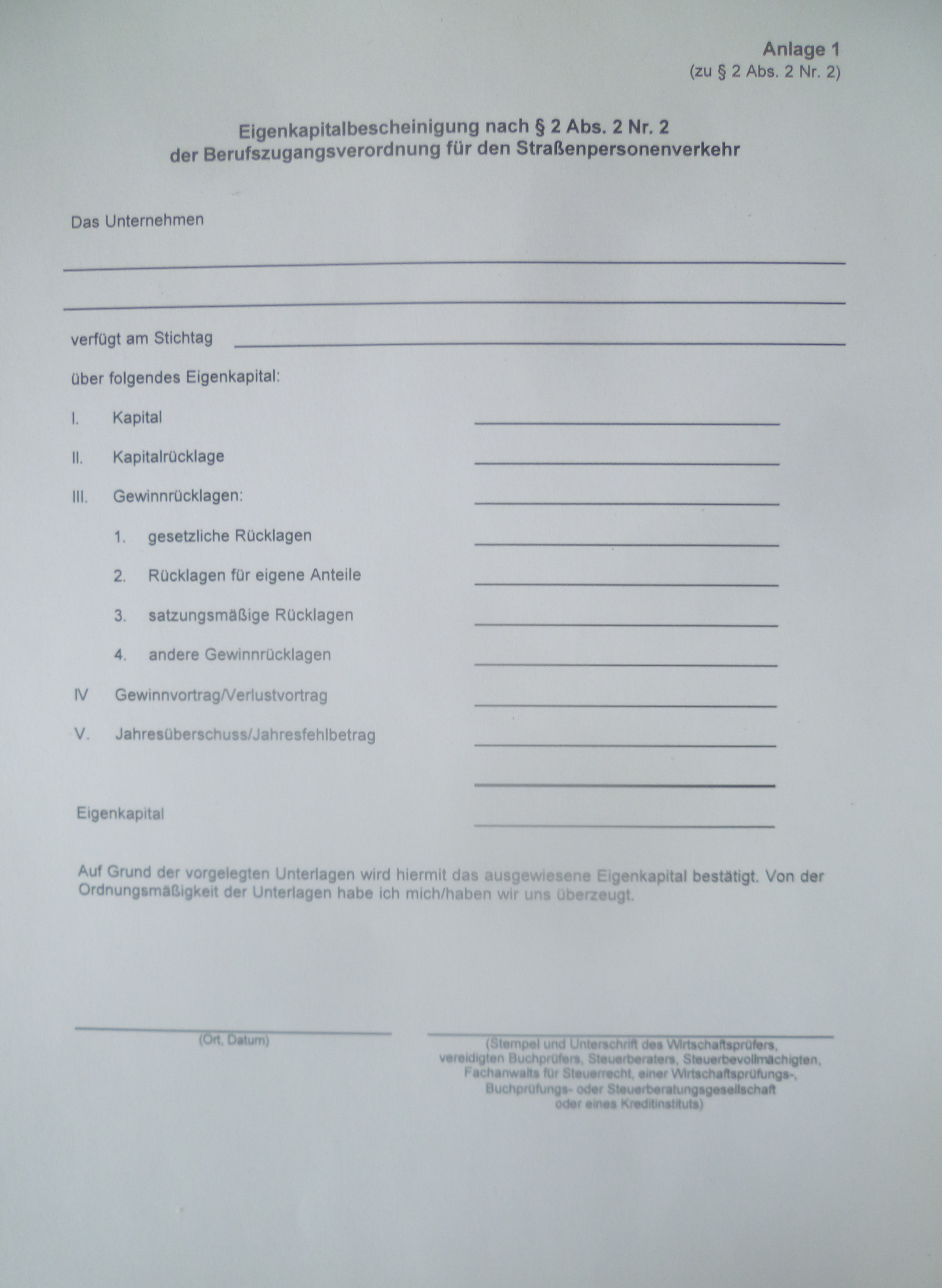
Eigenkapitalbescheinigung zu § 2 Abs. 2 Nr. 2

Die Eigenkapitalbescheinigung ist eine Übersicht über das Vermögen eines Verkehrsunternehmens. Sie ist Bestandteil eines Verfahrens nach dem PBefG und dem Güterkraftverkehrsgesetz und wird durch die Berufszugangsverordnung für den Straßenpersonenverkehr definiert.

### Inhalt
Die Bescheinigung gibt Auskunft über folgende Daten:
- Kapital
- Kapitalrücklage
- Gewinnrücklagen
- Gewinnvortrag / Verlustvortrag
- Jahresüberschuss / Jahresfehlbetrag

### Bestätigung
Die Bestätigung muss durch einen Wirtschaftsprüfer, einen vereidigten Buchprüfer, einen Steuerberater, eines Steuerbevollmächtigten, eines Fachanwalts für Steuerrecht, einer Wirtschaftsprüfungs-, Buchprüfungs- oder Steuerberatungsgesellschaft oder eines Kreditinstituts erfolgen.